# 포츠담 광장

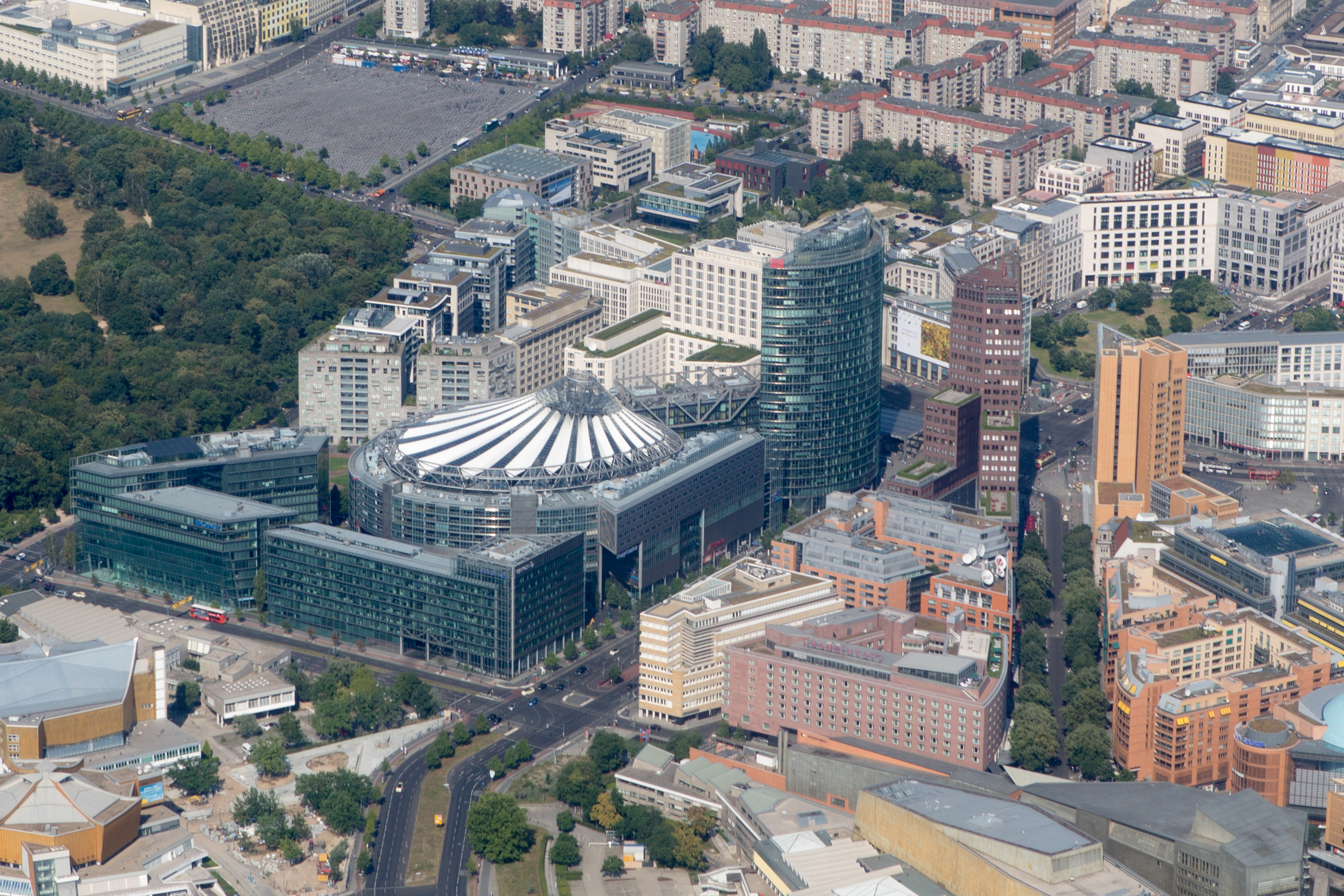
2016년 모습

포츠담 광장(독일어: Potsdamer Platz 포츠다머 플라츠[*])은 독일 베를린 중심부에 위치한 광장이다. 19세기부터 광장 주변으로 주요 철도와 도로가 지나가면서 베를린 내 주요 거점으로 성장했다. 그러나 제2차 세계 대전이 끝난 후 베를린이 분단되면서 방치됐다. 1990년에 독일이 재통일되자 재개발이 본격적으로 진행됐으며, 렌초 피아노, 헬무트 얀 등 유명 건축가들이 이에 참여했다. 현재 베를린의 새로운 중심지로 각광받고 있다.